# 首都圏ラジオ7局スーパープッシュ
『首都圏ラジオ7局スーパープッシュ』（しゅとけんラジオななきょく スーパープッシュ）とは、首都圏の民放AM・FMラジオ局で行う、合同企画である。

## 概要
一般社団法人日本レコード協会発表の『日本のレコード産業2013』によれば、音楽CDの売り上げが、2012年は持ち直したものの、長期にわたり減少傾向にあり、また、海外では『Spotify』『PANDRA RADIO』などの有料音楽配信サービスが台頭し、それに、日本でも『Music Unlimited』や『UULA』など、独自の音楽配信サービスがスタートしていて、その音楽業界の過渡期において、音楽と親和性の高い民放ラジオ局が連携してヒット曲を生み出して、音楽業界を活性化するため、史上初の合同企画『首都圏ラジオ7局スーパープッシュ』をスタートさせることになった。
このプロジェクトには首都圏の民放AM・FMラジオ7局が参加し、2013年の9月-10月に発売される楽曲の中から1曲を選定し、参加7局での大量のオンエアを通じ、その曲を応援し、ヒットを生み出していくというもので、9月1日-30日に7局であわせて200回以上オンエアしていく。
なお、AMとFMの垣根を越えてラジオ局が連携し、このような企画で、音楽業界を応援する取り組みは、60年以上に及ぶ民放ラジオの歴史の中でも初めての試み。
同プロジェクトでは、2013年7月19日にそれぞれのレコードメーカーと音楽出版社への説明会を実施し、その日から楽曲のエントリー受け付けを開始。8月12日にエントリー受付が終了。8月23日に各局のプロデューサーやディレクターによる選定会議を行い、その結果、応援する1曲を10月9日リリースのD.W.ニコルズのアルバム『SUNRISE』から「ありがとう」に決定し、発表。
第2弾は、2014年3月4日から5月23日までエントリー受付を行い、2014年6月3日に行われた各局のプロデューサーやディレクターによる選定会議を行った結果、8月6日にリリースされる片平里菜のファーストアルバム『amazing sky』に収録される「HIGH FIVE」が選ばれ、2014年7月から7局合わせて200回にわたって放送される。

## 参加局
- TBSラジオ
- 文化放送
- ニッポン放送【第1弾幹事社】
- アール・エフ・ラジオ日本（ラジオ日本）
- FMヨコハマ【第2弾幹事社】
- エフエムナックファイブ（FM NACK5）【第2弾幹事社】
- ベイエフエム（bayfm）【第2弾幹事社】

## 選定曲
|       | 期間            | 選定曲           | アーティスト       |
| ----- | --------------- | ---------------- | ------------------ |
| 第1弾 | 2013年9月       | ありがとう       | D.W.ニコルズ       |
| 第2弾 | 2014年7月 - 8月 | HIGH FIVE        | 片平里菜           |
| 第3弾 |                 | フラッシュバック | リリィ、さよなら。 |